# Elbphilharmonie
Elbphilharmonie (poznata i kao "Elphi" ili "Elbphi") je koncertna dvorana i kulturni spomenik u Hamburgu, smještena u lučkom dijelu grada. Monumentalno zdanje visoko 110 metara građeno je devet godina, a svečano je otvorena 11. siječnja 2017. S površinom od 120 000 četvornih metara jedna je od najvećih njemačkih koncertnih dvorana.
Unutar zdanja nalazi se i hotel s pet zvjezdica, parkiralište i 45 stanova. Projektirao ga je arhitektonski ured Herzog & de Meuron, a cjelokupna izgradnja stajala je 866 milijuna eura.

## Vanjske poveznice
|  | Zajednički poslužitelj ima još gradiva o temi Elbphilharmonie |

- www.elbphilharmonie.de (njem.) Službene stranice